# Перо (міфологія)
Перо́ (грец. Πηρώ) — персонаж з давньогрецької міфології; дочка пілоського царя Нелея та його дружини Хлориди, сестра Нестора.
Вважалася справжньою красунею, а тому було багато охочих з нею одружитися. Нелей обіцяв віддати у дружини дочку лише тому, хто зможе доставити йому биків царя Філака з Фессалії. Із цим завданням впорався лише Біант, якому допомагав брат Мелампод. Перо народила Біанту сина Талая — майбутнього аргоського царя.